# فيلي دينسون
فيلي دينسون (بالإنجليزية: Willie Denson)‏ هو مغني أمريكي، ولد في 1936، وتوفي في 1 يوليو 2006 بسبب سرطان الرئة.

## وصلات خارجية
- فيلي دينسون على موقع IMDb (الإنجليزية)
- فيلي دينسون على موقع ميوزك برينز (الإنجليزية)
- فيلي دينسون على موقع قاعدة بيانات برودواي على الإنترنت (الإنجليزية)
- فيلي دينسون على موقع ديسكوغز (الإنجليزية)